# 武夫里
武夫里（法語：Vouvry，法語發音：[vuvʁi]）是瑞士瓦萊州的一个市镇，位於該國南部，面積33.5平方公里，海拔高度387米，2011年人口3,706，六成人口信奉羅馬天主教，人口密度每平方公里111人。

## 外部連結
- 官方网站 （页面存档备份，存于） （法文）